# Artiom Lobuzov
Artiom Lobuzov (Moscú, Rusia, 24 de enero de 1991) es un nadador ruso especializado en pruebas de estilo libre, donde consiguió ser subcampeón mundial en 2013 en los 4x200 metros.

## Carrera deportiva
En el Campeonato Mundial de Natación de 2013 celebrado en Barcelona ganó la medalla de plata en los relevos de 4x200 metros estilo libre, con un tiempo de 7:03.92 segundos, tras Estados Unidos (oro con 7:01.72 segundos) y por delante de China.